# Secret Sunshine
Pour plus de détails, voir Fiche technique et Distribution.
Secret Sunshine (hangeul : 밀양 ; RR : Miryang, littéralement « ensoleillement secret ») est un film dramatique sud-coréen écrit, coproduit et réalisé par Lee Chang-dong, sorti en 2007. L'histoire est inspirée de la nouvelle Histoire d'un vers de Lee Cheong-joon.
Il est sélectionné pour la Palme d'or au Festival de Cannes en mai 2007, où l'actrice principale Jeon Do-yeon récolte le prix d'interprétation féminine.

## Synopsis
Lorsque Shin-ae débarque à Miryang, elle tombe en panne de voiture. À la suite du décès de son mari, Shin-ae vient s'installer dans la ville natale de celui-ci avec son petit garçon. Entre ses cours de piano, ses nouvelles relations et Jong-chan, le patron d'un garage qui tente de se rapprocher d'elle, cette jeune femme douce et discrète commence une nouvelle existence. Elle s'intègre bien à Miryang avec les supports du garagiste.
On la croit riche parce qu'elle a prétendu vouloir acheter un terrain à Miryang, et voilà que son fils est enlevé. Peu après, le gamin est retrouvé tué. L'assassin, c'est le professeur de son fils qui la prend pour une riche.
Solitaire et désespérée, la jeune femme va tenter de renaître en fréquentant une église chrétienne évangélique.
Shin-ae va rendre visite à l'assassin de son fils en prison, pour lui accorder son pardon, mais cette démarche généreuse est vaine : l'homme lui dit en souriant qu'il s'est converti lui aussi au christianisme et prétend qu'il a été déjà pardonné par Dieu.
Elle, encore une fois désespérée, ne sait plus quoi faire.

## Fiche technique
- Titre : Secret Sunshine
- Titre original : 밀양 (Miryang)
- Réalisation : Lee Chang-dong
- Scénario : Lee Chang-dong, d'après la nouvelle Histoire d'un vers de Lee Cheong-joon
- Musique : Christian Basso
- Direction artistique : Sihn Jeom-hui
- Photographie : Cho Yong-kyou
- Montage : Kim Hyeon
- Production : Lee Han-na ; Lee Chang-dong (délégué)
- Société de production : Pine House Films
- Société de distribution : Cinema Service, CJ Entertainment
- Pays de production :  Corée du Sud
- Langue originale : coréen
- Format : couleur - 35mm - 2,35:1 - son Dolby Digital
- Genre : drame
- Durée : 142 minutes
- Dates de sortie :
  - Corée du Sud : 23 mai 2007
  - France : 24 mai 2007 (Festival de Cannes) ; 17 octobre 2007 (sortie nationale)
  - Belgique : 30 juillet 2008

## Distribution
- Jeon Do-yeon : Lee Sin-ae
- Song Kang-ho : Kim Jong-chan
- Jo Yeong-jin : Park Do-seop
- Kim Yeong-jae : Lee Min-gi
- Seon Jeong-yeop : Joon
- Song Mi-rim : Jeong-ah
- Kim Mi-hyang : Kim

## Distinctions

### Récompenses
- Festival de Cannes 2007 : Prix d'interprétation féminine pour Jeon Do-yeon
- Asian Film Awards 2008 :
  - Meilleur film
  - Meilleure actrice pour Jeon Do-yeon
  - Meilleur réalisateur pour Lee Chang-dong

### Nominations et sélections
- Festival de Cannes 2007 : sélection officielle en compétition
- Asian Film Awards 2008 : meilleur acteur pour Song Kang-ho